# Шарлевой (Мічиган)
Шарлевой (англ. Charlevoix) — місто (англ. city) в США, в окрузі Шарлевуа штату Мічиган. Населення — 2348 осіб (2020).

## Географія
Шарлевой розташований за координатами 45°18′52″ пн. ш. 85°15′15″ зх. д. / 45.31444° пн. ш. 85.25417° зх. д. (45.314353, -85.254163).  За даними Бюро перепису населення США в 2010 році місто мало площу 5,62 км², з яких 5,30 км² — суходіл та 0,32 км² — водойми. В 2017 році площа становила 5,30 км², уся площа — суходіл.

### Клімат
| Клімат : Шарлевой       | Клімат : Шарлевой | Клімат : Шарлевой | Клімат : Шарлевой | Клімат : Шарлевой | Клімат : Шарлевой | Клімат : Шарлевой | Клімат : Шарлевой | Клімат : Шарлевой | Клімат : Шарлевой | Клімат : Шарлевой | Клімат : Шарлевой | Клімат : Шарлевой | Клімат : Шарлевой |
| Показник                | Січ.              | Лют.              | Бер.              | Квіт.             | Трав.             | Черв.             | Лип.              | Серп.             | Вер.              | Жовт.             | Лист.             | Груд.             | Рік               |
| Абсолютний максимум, °C | 12,2              | 18,3              | 28,3              | 31,1              | 34,4              | 35,6              | 37,2              | 36,1              | 35,0              | 30,0              | 23,3              | 17,2              | 37,2              |
| Середній максимум, °C   | −1,6              | −0,8              | 3,4               | 10,5              | 16,7              | 21,7              | 24,6              | 24,5              | 21,3              | 13,8              | 7,6               | 1,3               | 11,9              |
| Середній мінімум, °C    | −7,7              | −8,1              | −5,2              | 1,3               | 6,8               | 12,6              | 16,2              | 16,0              | 12,1              | 6,0               | 1,4               | −4,2              | 3,9               |
| Абсолютний мінімум, °C  | −30               | −36,1             | −28,3             | −16,1             | −17,8             | 0,0               | 5,0               | 2,8               | 0,0               | −17,8             | −13,3             | −22,2             | −36,1             |
| Норма опадів, мм        | 59                | 42                | 47                | 63                | 74                | 71                | 62                | 86                | 90                | 95                | 67                | 68                | 824               |
| Днів з опадами          | 18,4              | 12,7              | 10,7              | 10,8              | 11,7              | 10,8              | 9,4               | 11,7              | 13,0              | 15,9              | 15,3              | 18,3              | 158,7             |
| Днів зі снігом          | 16,3              | 10,8              | 7,2               | 2,5               | 0,2               | 0                 | 0                 | 0                 | 0                 | 0,6               | 5,4               | 14,7              | 57,7              |
| ----------------------- | ----------------- | ----------------- | ----------------- | ----------------- | ----------------- | ----------------- | ----------------- | ----------------- | ----------------- | ----------------- | ----------------- | ----------------- | ----------------- |
| Джерело: NOAA           |                   |                   |                   |                   |                   |                   |                   |                   |                   |                   |                   |                   |                   |

## Демографія
Згідно з переписом 2010 року, у місті мешкало 2513 осіб у 1266 домогосподарствах у складі 651 родини. Густота населення становила 447 осіб/км².  Було 2201 помешкання (391/км²).
Расовий склад населення:
| - 94,2 % — білих - 2,0 % — корінних американців - 1,2 % — чорних або афроамериканців - 0,5 % — азіатів |

До двох чи більше рас належало 1,8 %. Частка іспаномовних становила 0,9 % від усіх жителів.
За віковим діапазоном населення розподілялося таким чином: 17,5 % — особи молодші 18 років, 58,9 % — особи у віці 18—64 років, 23,6 % — особи у віці 65 років та старші. Медіана віку мешканця становила 48,1 року. На 100 осіб жіночої статі у місті припадало 89,4 чоловіків;  на 100 жінок у віці від 18 років та старших — 89,8 чоловіків також старших 18 років.
Середній дохід на одне домашнє господарство  становив 56 728 доларів США (медіана — 32 060), а середній дохід на одну сім'ю — 76 816 доларів (медіана — 56 563). Медіана доходів становила 28 882 долари для чоловіків та 27 201 долар для жінок. За межею бідності перебувало 20,5 % осіб, у тому числі 46,4 % дітей у віці до 18 років та 0,4 % осіб у віці 65 років та старших.
Цивільне працевлаштоване населення становило 1209 осіб. Основні галузі зайнятості: роздрібна торгівля — 22,4 %, освіта, охорона здоров'я та соціальна допомога — 19,8 %, мистецтво, розваги та відпочинок — 15,2 %, виробництво — 11,1 %.